# Ihr Reiseplan

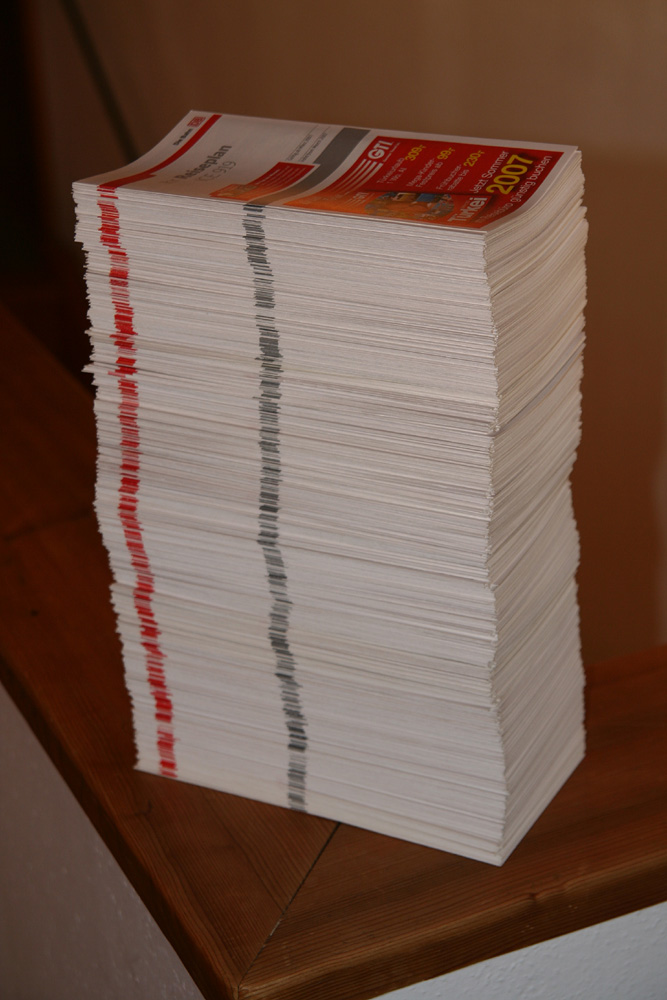
Ein kompletter Satz des Faltblattes Ihr Reiseplan (etwa 750 Stück)

Das Faltblatt Ihr Reiseplan (Abkürzung: IRP) war eine Druckschrift, die von der Deutschen Bahn mit einer monatlichen Auflage von bis zu 5,2 Millionen Stück herausgegeben wurde. Sie lag in den meisten Fernzügen (Intercity-Express (ICE), Intercity (IC) und Eurocity (EC)) aus und wurde für jeden Zuglauf individuell erstellt.

## Geschichte
Der ausliegende Fahrplan wurde ab den 1930er Jahren zuerst für FD- und FDt-Züge erstellt und ausgelegt. Ab dem Winterfahrplan 1950/51 legte die Deutsche Bundesbahn wieder Fahrplanfaltblätter auf und legte sie in den hochwertigsten Zügen (FD, F, Ft und teilweise D) aus. Ab Sommer 1954 nannte sich das Faltblatt D-Zugbegleiter, ehe ab August 1957 dann der Name Ihr Zug-Begleiter (IZB) eingeführt wurde. Dessen Auslage erfolgte in allen Zuggattungen des Fernverkehrs, das heißt TEE, IC, EC, D, DC, F, Fern-Express und IR. Mit Gründung der Deutsche Bahn AG im Jahr 1994 wechselte der Name auf Ihr Fahrplan (IFP). Schon 1998 wurde der Name Ihr Reiseplan (IRP) eingeführt. Auch die Deutsche Reichsbahn verwendete im Zeitraum 1956 bis 1962 in ihren nationalen Fernzügen, bis auf wenige Ausnahmen auch in Interzonenzügen, solche Informationsblätter, sie hießen Ihre Reise-Information.
Nachdem während der Corona-Pandemie 2020 auf das Verteilen der Faltblätter zunächst aus Hygienegründen verzichtet wurde, stellte die Deutsche Bahn die Herausgabe im Oktober 2020 schließlich endgültig ein. Als Ersatz wird der DB Navigator angeboten. Zudem besitzen inzwischen alle von der DB eingesetzten ICE- und fast alle IC-Züge Monitore zur dynamischen Fahrgastinformation, die über den Fahrverlauf, den nächsten Halt und die jeweiligen Anschlusszüge informieren.

## Inhalt

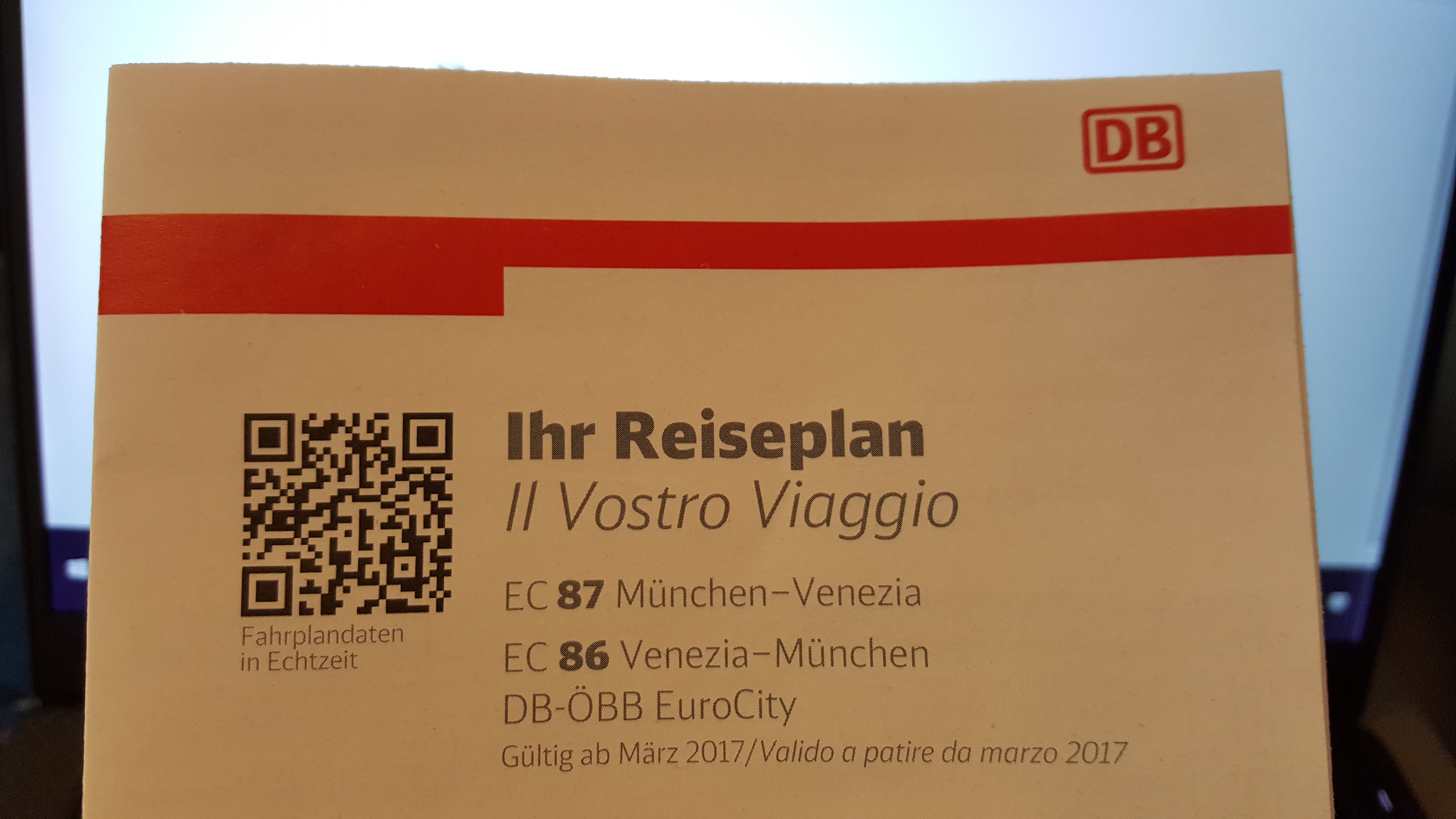

Das Faltblatt Ihr Reiseplan informierte die Reisenden – meistens monatlich aktualisiert – über
- den Zuglauf,
- die Anschlusszüge auf den Unterwegsbahnhöfen und
- die Serviceleistungen im Zug oder auf dem Bahnhof.

Die Informationen waren dabei größtenteils zweisprachig. Verkehrte der Zug in Deutschland oder ins deutschsprachige Ausland, wurde Deutsch und Englisch verwendet. Verkehrte der Zug ins nicht deutschsprachige Ausland, wurden die Inhalte auch in der jeweiligen Fremdsprache bereitgestellt.

## Sonstiges
Die während einer Fahrplanperiode verteilten Ausgaben sind bei Eisenbahnfreunden beliebte Sammlerobjekte. Auch die ÖBB, SBB, SNCF, NS, PKP, ČSD, ČD, ZSSK, HŽ, SŽ und Amtrak bieten bzw. boten ähnliche Blätter an. Bei den Österreichischen Bundesbahnen (ÖBB) heißen die Faltblätter Ihr Reisebegleiter.